# Cedry2k
Marius Stelian Crăciun (n. 19 aprilie 1980, București), cunoscut sub numele de scenă Cedry2k, este un rapper român. Artistul are la activ 9 albume solo, un EP solo și un EP făcut în colaborare cu cântărețul Jianu. Cedry2k este considerat un interpret radical de dreapta.

## Biografie
Născut în București, la  19 aprilie 1980, Marius Stelian Crăciun a început să se facă cunoscut sub numele de Cedry2K la finalul secolului XX, remarcându-se printre ascultătorii genului Hip-Hop prin subiectele profunde și învățăturile de viață pe care le aborda prin intermediul timbrului său special și liricii complexe. Subiectul principal al muzicii sale este lupta pentru dreptate, pentru bine, promovarea adevăratelor valori românești. Cedry2k reușește adeseori în versurile sale, crearea a dublei înțelegere, adică un mod particular de formulare conceput să aibă un sens dublu, dintre care unul este de obicei evident, în timp ce celălalt transmite adesea un mesaj care ar fi prea incomod din punct de vedere social.  

## Carieră
Prima înregistrare oficială datează din 1998. Piesa celor de la Drepturi egale, numită „Florile cuvântului”, alături de FreakaDaDisk (pe atunci membru Morometzii) și alți membrii din Armada timpurie și se găsește pe compilația „Marpha Hip-Hop 3”. Este co-fondator și membru al Facem Records. Sub același label, se înființează și brigada Armada, din care făceau parte nume ca Cedry2K, Doc, Deliric, Vlad Dobrescu, Carbon, Nwanda, Smogg și Prozak. Apare pe materiale semnate Facem Records precum Secretul din atom (2002), Dificultăți tehnice (2005) și cu piese pe vechile casete FacemRecords vol.1 și 2. În 2010 pune bazele trupei Haarp Cord (în formula inițială: Cedry2K, Tudor Sișu, Dragonu', Pacha Man), trupa lansând în anul 2011 albumul „Dragoste sau Frică”, promovând un sistem de valori bine-înrădăcinat și religia creștin-ortodoxă. Un al 2-lea album Haarp Cord a fost lansat în 2012, numit „Vremurile din urmă”, de data aceasta într-o nouă formulă (Cedry2k, Dragonu, Carbon), fiind și ultimul album Haarp Cord pe care a apărut Cedry2k. în anul 2014, odată cu revenirea lui, este anunțată și noua formulă Haarp Cord, Cedry2k fiind inclus. 
În opinia lui William Totok, Cedry2k este considerat admirator al lui Radu Gyr, „Noii admiratori ai lui Gyr (ca grupul Cedry2k) preferă transfigurarea realității prin stabilirea unor analogii false și inventarea unei galerii de sfinți, proveniți, în marea lor majoritate, dintr-o mișcare compromisă: «Cinstește memoria Sfinților Închisorilor / Suferința și curajul Mărturisitorilor / Exact ca Brâncoveanu și-au apărat neamu' / Căpitanu' Codreanu, Bordeianu, George Manu / Traian Trifan, Oprișan, Ogoranu / Părinții Sofian și Adrian Făgețeanu».”

## Discografie
- Alchimia veninului (2007)[3]
- Poezie balistică (2009)
- Cuvinte ce vindecă (2010)
- Clipa schimbării (2012)
- Identitate (2012)
- Sfinții Închisorilor (EP) (2014)
- România Furată (2015).
- Sângele din Tricolor (cu Jianu) (maxi-single) (2016)
- Școala veche (2018)
- Vremuri ciudate (2022)

Apariții pe alte albume
- 2002 - Secretul din atom (CTC & Cedry2k)
- 2005 - Chei verbale (Zale)
- 2005 - Dificultăți tehnice (CTC)
- 2007 - Gorgone (Kazi Ploae)
- 2008 - Muzica de tolaneala si depravare (Puya)
- 2008 - Faliment (Mutu)
- 2008 - Soluții Extreme (Jupiter)
- 2008 - Volumu' la Maxim...ilian! (Maximilian)
- 2008 - Sufletul orasului (Bitza)
- 2009 - Romanisme (Partea I) (Puya)
- 2009 - Reactii adverse (Carbon)
- 2009 - Radio (C.I.A.)
- 2009 - Viitorul e acum prezent (2012)
- 2009 - Vacanta in Mexic (Sisu Tudor)
- 2010 - Scapat de sub control (DOC)
- 2010 - Rani cicatrizate (Ad Litteram)
- 2010 - Un Film de Oscar (El Nino)
- 2011 - Usile (Vol. 1) (Specii)
- 2011 - Emite semnale (raku)
- 2011 - Inspecția Tehnica Periodica (Deliric1)
- 2011 - Adio 47 Omu' Vechi (Dragonu')
- 2011 - Lucrare de control (DOC)
- 2011 - Nu strica muzica (Subsemnatu')
- 2012 - Cuvinte motrice (Stripes)
- 2012 - Alternative (Gani & Liry)
- 2012 - Lumi diferite (CenzuraH)
- 2012 - Catharsis (Carbon)
- 2012 - DevaStam (Pietonu', Batique, Tabac)
- 2012 - The Chronicles (Vinyl Sapiens)
- 2012 - Dragos V'o'da (Dragonu')
- 2012 - Balanta (Nwanda)
- 2013 - Strigat pentru libertate (Stres)
- 2013 - Cutia cu amintiri (Nimeni Altu')
- 2013 - Culoarea din viata ta (Mr. Levy)
- 2014 - Marea evadare (Sisu Tudor)
- 2014 - Unul dintre cei putini (Boala)
- 2015 - Eufonic (Eufonic)
- 2015 - Onoarea inainte de toate (El Nino)
- 2015 - Doua lumi (Stripes & Dragos Miron)
- 2016 - Tot raul spre bine (Stres)
- 2016 - Raport major (R.A.C.L.A.)
- 2017 - Din Sudu' Fierbinte (Jianu)
- 2018 - Cameleon (Kepa)
- 2019 - Visul lui Tudor (Sisu Tudor)
- 2021 - Inapoi la zero (Connect-R)
- 2023 - Orbite (Faust)
- 2023 - FOARTE (La Familia)
- 2024 - Saga OG (Rashid)
- 2024 - Puls Infinit (Pietonu)
- 2024 - Fiare noi (Vlad Dobrescu)
- 2025 - Epidaur  (Epidaur)